# پل باتی
پل باتی (انگلیسی: Paul Batty؛ زادهٔ ۹ ژانویهٔ ۱۹۶۴) بازیکن فوتبال اهل بریتانیا است.
از باشگاه‌هایی که در آن بازی کرده‌است می‌توان به باشگاه فوتبال بث سیتی، باشگاه فوتبال سوئیندون تاون، باشگاه فوتبال یئوویل تاون، باشگاه فوتبال سالزبری سیتی، باشگاه فوتبال اکستر سیتی، و باشگاه فوتبال چسترفیلد اشاره کرد.